# Eugene Samuel
Eugene Samuel –conocido como Gene Samuel– (15 de octubre de 1960) es un deportista trinitense que compitió en ciclismo en la modalidad de pista. Ganó una medalla de bronce en el Campeonato Mundial de Ciclismo en Pista de 1991, en el kilómetro contrarreloj.
Participó en cuatro Juegos Olímpicos de Verano, entre los años 1984 y 1992, ocupando el cuarto lugar en Los Ángeles 1984 y el octavo lugar en Barcelona 1992, en ambas ocasiones en la prueba del kilómetro contrarreloj.

## Medallero internacional
| Campeonato Mundial | Campeonato Mundial    | Campeonato Mundial | Campeonato Mundial    |
| Año                | Lugar                 | Medalla            | Competición           |
| ------------------ | --------------------- | ------------------ | --------------------- |
| 1991               | Stuttgart ( Alemania) | Medalla de bronce  | 1 km contrarreloj (A) |